# 新疆的突厥化和伊斯蘭化
新疆的突厥化和伊斯蘭化幾乎是一起進行。新疆最早的居民是印歐語系的塞人和吐火羅人，主要信仰佛教。在9世紀後，塔里木盆地西部逐漸被喀喇汗国佔據，東部則是信仰佛教的高昌回鶻。在10世紀後伊斯蘭教成為喀喇汗国官方宗教，喀喇汗國向于阗和焉耆進攻的同時伊斯蘭教向東傳播。但一直停留在阿克蘇一帶。在1390年，東察合台汗國後王黑的兒火者向吐魯番和哈密一帶進攻，在禿忽魯帖木兒時已傳至庫車，在大約15世紀中那個地區伊斯蘭教已取代佛教成為一般人的信仰。

## 背景
伊朗語系的塞種人在古代最初居住在疏勒和莎車，當突厥人首次大規模入侵該地區前，由佛教的于闐王國和瑣羅亞斯德教的疏勒王國統治。于闐仍然受到北印度佛教故鄉的文化影響，他們的統治者採用梵文名稱和頭銜。于闐和敦煌的佛教實體有著緊密的伙伴關係，敦煌和于闐的統治者通婚，敦煌的莫高窟和佛教寺廟由于闐皇室資助和讚助，他們的肖像畫在莫高窟。于闐的統治者們意識到他們所面臨的威脅，因為他們安排莫高窟與他們一起繪製越來越多的神像。

## 征服南疆
喀喇汗王朝和于闐之間的戰爭記述在四位伊瑪目的《Taẕkirah》中給出，用現代維吾爾語於1700年至1849年的某個時期寫成，可能基於更古老的口頭文學。它包含一個關於來自馬達因市（可能在現代伊拉克）的四位伊瑪目的故事，他們幫助喀喇汗國的穆斯林統治者優素福·卡迪爾汗征服了于闐、葉爾羌和喀什。有多年“人頭滾滾血流成河的戰爭”，直到“異教徒”被優素福·卡迪爾汗和四位伊瑪目擊敗並趕往于闐。然而，阿訇在最後一次穆斯林勝利之前被佛教徒暗殺。1006年，優素福·卡迪爾汗征服了于闐，結束了于闐作為一個獨立的佛教國家的存在。
于闐和宋朝之間的一些交流斷斷續續地繼續，但在1063年的宋代文獻中指出，于闐的統治者稱自己為喀喇汗，表明喀喇汗王朝對于闐的統治。敦煌的佛教徒對于闐的征服和佛教的滅亡感到震驚，建議將敦煌藏有敦煌經卷的莫高窟第17窟封存起來，以保護它們。《突厥語大詞典》作者麻赫穆德·喀什噶里的說法，在11世紀，于闐的居民仍然說另一種語言，並且對突厥語的了解不深。 然而，據信到公元11世紀末，在整個塔里木盆地，突厥語已成為通用語言。馬可·波羅在公元1271年至1275年間訪問于闐時，他說：“當地居民都崇拜穆罕默德。”

## 征服東疆
1390年代，察合台統治者黑的兒火者對高昌回鶻王國發動了一場聖戰。儘管他聲稱已將這些王國改信為伊斯蘭教，但這種轉變更為緩慢。1420年，經過該地區的旅行者評論了豐富的佛教寺廟，直到1450年才報導了大量的清真寺。由於伊斯蘭教的實施，交河古城在15世紀被廢棄。在中國和和闐之間居住著“不虔誠”的撒里畏兀兒部落，他們在1516年之後被滿速兒汗作為聖戰的目標。
在皈依伊斯蘭教後，吐魯番的前佛教維吾爾人的後裔無法記住他們的祖先遺產，並錯誤地認為準噶爾人是在他們所在地區建造佛教紀念碑的人。佛教的影響在吐魯番穆斯林中仍然存在。由於伊斯蘭教在阿爾蒂沙爾之後很長一段時間才傳到他們那裡，因此哈密和吐魯番仍然使用非伊斯蘭教的老維吾爾人的個人名字，而阿爾蒂沙爾的人則主要使用波斯和阿拉伯人的伊斯蘭名字。
伊斯蘭教察合台汗國的聖戰者征服了維吾爾人，哈密佛教被清除了，取而代之的是伊斯蘭教。別孜里克千佛洞的佛教壁畫被當地穆斯林居民破壞，他們的新宗教禁止有眾生的具象形象，特別是眼睛和嘴巴經常被挖出。一些壁畫也被當地人用作肥料。根據約瑟夫弗萊徹的說法，幾個世紀以來，阿爾蒂沙爾一直是“伊斯蘭教的居所”。它的居民生活在聖戰的義務之下。15世紀是伊斯蘭化結束了吐魯番突厥佛教徒的時候。